# Нескромний (фільм, 1931)
Нескромний (англ. Indiscreet) — американський комедійний мюзикл, мелодрама режисера Лео МакКері 1931 року.

## Сюжет
Молода жінка піддає себе небезпеці, зв'язуючись з чоловіком, якого вона любить, але незабаром її минуле дає про себе знати…

## У ролях
- Глорія Свенсон — Джеральдін «Джеррі» Трент
- Бен Лайон — Тоні Блейк
- Монро Оуслі — Джим Вудворд
- Барбара Кент — Джоан Трент
- Артур Лейк — Бастер Коллінз
- Мод Ебурн — тітка Кейт
- Генрі Колкер — містер Вудворд
- Нелла Волкер — місіс Вудворд
- Джек Байрон — гість на вечірці
- Джей Ітон — гість на вечірці
- Джеймс Форд — гість на вечірці